# كليفتون رينس (باكينجهامشير)
كليفتون رينس (بالإنجليزية: Clifton Reynes)‏ هي قرية وأبرشية مدنية تقع في المملكة المتحدة في إنجلترا. يقدر عدد سكانها بـ 178 نسمة .